# He Never Dies
He Never Dies ist ein japanischer Horrorfilm aus dem Jahr 1986. Er ist der dritte Teil der Guinea-Pig-Reihe.

## Handlung
Der dritte Film handelt vom Versuch eines Mannes, sich selbst umzubringen, was aber trotz schwerer Verstümmelungen immer wieder scheitert. Anders als in den ersten beiden Filmen zeigen sich hier vor allem am Ende des Films erstmals humoristische Ansätze, wie sie auch in Guinea Pig V und VI einfließen.

## Hintergrund
Der dritte Film basiert laut Unearthed Films auf dem realen Suizid eines Mannes, der sich selbst zerstückelt und mehrere Stunden mit seinen Körperteilen gespielt haben soll, bevor er starb.